# Марковчин, Владимир Викторович
Владимир Викторович Марковчин (род. 3 марта 1964, Курск) — российский историк и публицист.

## Биография

### Образование
В 1981 году закончил Курскую среднюю школу № 40, которая была базовой для детско-юношеской спортивной школы № 2 Курского ГОРОНО (волейбол). В составе сборной школы стал бронзовым призёром чемпионата города по волейболу 1980 года среди средних школ.
В 1993 окончил факультет архивного дела Российского государственного гуманитарного университета. Курсы повышения квалификации в Финансовом университете при Правительстве Российской Федерации, РАНХИГС при Президенте Российской Федерации и Академии ФСБ России. Кандидат исторических наук, профессор кафедры (2014), доцент (ВАК). Член-корреспондент Академии военно-исторических наук (2012); профессор Академии Военных наук (2016), Почетный профессор Европейского университета (2002), доцент и профессор Юго-Западного государственного университета. Государственный советник Российской Федерации 3 класса.

### Карьера

Помощник Президента РФ А. В. Дворкович вручает В. В. Марковчину благодарность Президента РФ

После окончания средней школы работал на одном из машиностроительных предприятий г.Курска, с отрывом от производства с отличием закончил радиошколу ДОСААФ.
В мае 1982 года был призван на срочную службу в Вооруженные силы СССР, которую проходил в войсках связи в Прибалтийском и Московском военных округах. После окончания специальной школы в 1984-2004 годах — профессиональный военный, командир подразделения.
Активно занимался спортом (взрослые разряды по волейболу, гандболу, баскетболу, лыжным гонкам, легкоатлетическому кроссу, радиоспорту, разновидностям легкоатлетического и военного многоборья). Награждён государственными наградами Российской Федерации (орден Почета, медаль ордена «За заслуги перед Отечеством» и др.). За заслуги перед Русской Православной Церковью награждён орденом РПЦ Преподобного Сергия Радонежского III степени. Ветеран военной службы и Ветеран боевых действий.
После увольнения из рядов вооруженных сил Российской Федерации в ноябре 2004 года работает в Минобрнауки России. Последняя должность — начальник отдела организационно-технического обеспечения деятельности руководства Министерства.
С 2006 года, когда Россия председательствовала в «Группе восьми», Владимир Викторович активно участвовал в подготовке и проведении саммита «Юношеской восьмерки» в Санкт-Петербурге. С тех пор в России ежегодно проводится конкурс на формирование российской сборной на аналогичные саммиты, одним из организаторов которого является В. В. Марковчин. С 2009 года является Председателем совета экспертов, одним из учредителей и активных участников регионального молодёжного общественного движения содействия молодёжным инициативам «Юношеская восьмерка». После завершения проекта «Юношеская восьмерка» работает в Научно-исследовательском институте (военной истории) Военной академии Генерального штаба Вооруженных Сил Минобороны России, совмещая её с преподавательской деятельностью в государственных вузах. Является членом жюри ряда конкурсов и олимпиад среди школьников, в том числе по православной тематике. Активно работает над докторской диссертацией, входит в состав рабочей группы по противодействию фальсификации истории Российского организационного комитета «Победа».

### Научная деятельность

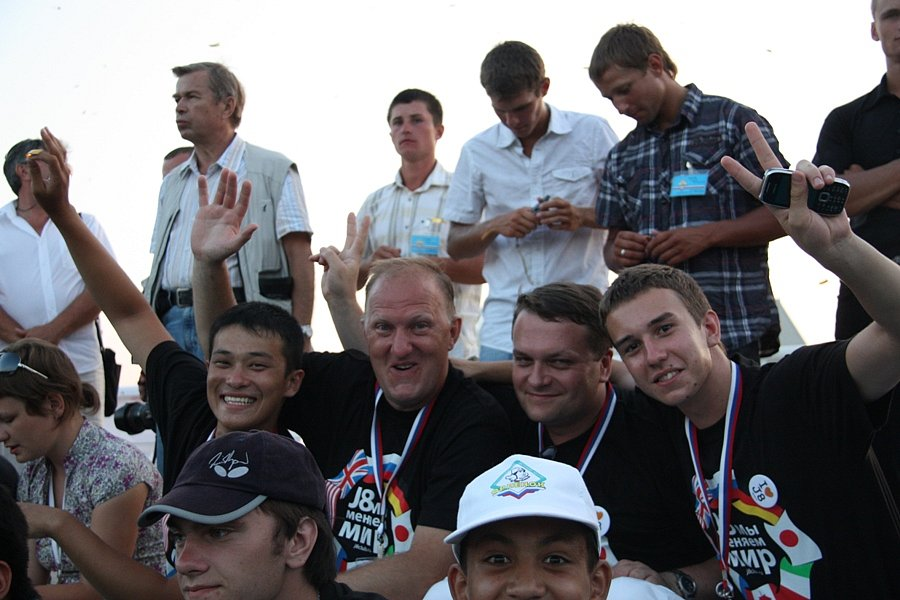
В. В. Марковчин, А. А. Заварзин, А. Нурашов и Р. Чуков на праздновании 50-летия ВДЦ «Орлёнок» в июле 2010 года

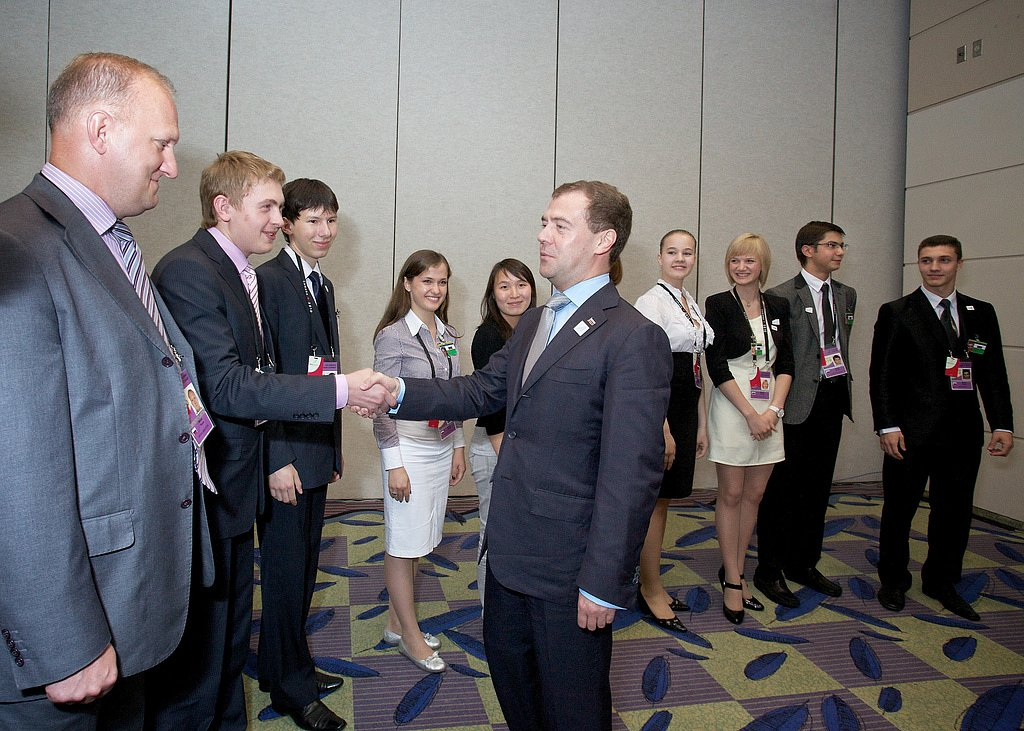
Встреча делегации Российской Федерации на Саммите в Канаде в 2010 с Президентом Российской Федерации Д. А. Медведевым

Научную деятельность начал в 1996 году с публикации материалов по истории гражданской войны на Юге России, выявленных в Российском государственном военном архиве. В последующие годы активно работал над различными проектами во многих государственных архивах, включая архив Президента Российской Федерации, Государственный архив Российской Федерации, Российский государственный архив социально-политической истории, Центральный архив ФСБ России, архивах Королевства Испания, Республики Сербия. До 10 статей опубликованы под псевдонимом. Лауреат премии Союза писателей России (2006) и Росархива (2007) — за сборник документов «Православная Москва в 1917—1921 годах»); Правительства Москвы (2000) — за сборник «Сталинградская эпопея») в области литературы.
Участник документальных проектов «Русские без России» и «Русскіе безъ Россіи» (всего 13 фильмов, с Н.С. Михалковым); «Тайны века: кто заплатил Ленину?», «Лев Троцкий. Тайна мировой революции» и др. Лауреат всероссийских и международных конкурсов в области документального кино (2004—2007). К 70-летию Сталинградской битвы (2013) снимался в документальных фильмах, посвященных судьбе фельдмаршала Паулюса. Сотрудничает с «Народным радио» (2015), телеканалом «Звезда» (2016), ВГТРК. Среди последних проектов — документальный сериал «Нюрнберг», вышедший на экраны осенью 2016 года. Консультировал Н. С. Михалкова в ходе подготовки сценария художественных фильмов «Утомленные солнцем» и «Утомленные солнцем — 2». Международный эксперт по проблематике Второй Мировой войны, деятельности специальных служб и национальной безопасности.
Перечень мероприятий, в которых Марковчин В. В. принимал непосредственное участие:
1. J8, 2006—2012, куратор Минобрнауки России, председатель оргкомитета, председатель жюри, глава делегации на саммитах в Германии, Японии, Италии, Канаде.
2. Y20, 2012, Мексика — председатель оргкомитета, глава делегации.
3. Вторая Латиноамериканская встреча выпускников российских (советских) вузов, Перу, 2007 год. Член делегации.
4. Азиатская встреча выпускников российских (советских) вузов, Китай, 2010 год. Член делегации.
5. Всемирные форумы иностранных выпускников российских (советских) вузов, Москва, 2007 и 2012 гг. Представитель организатора.
6. Сессия ОБСЕ, Вена, 2006 год. Член делегации.
7. Российско-германские молодёжные парламенты (Петербургский диалог) 2006—2012. Член делегаций, организатор.
8. Российско-германские молодёжные парламенты, 2006—2012. Представитель от Российской Федерации.
9. Всероссийские олимпиады по школьному краеведению, Москва, 2014—2015. Член жюри.
10. Всероссийский конкурс к 700-летию со дня рождения Преподобного Сергия Радонежского. Ростов Великий, 2014. Член жюри.
11. Всероссийский конкурс исследовательских краеведческих работ учащихся «ОТЕЧЕСТВО». Москва, 2013—2015. Член жюри.
12. Всероссийский конкурс юношеских исследовательских и проектных работ по историко-церковному краеведению. Москва, 2015—2017. Член жюри.
13. Конкурс им. В. И. Вернадского, Москва, 2016—2017. Член группы экспертов.

Курс лекций в ЮЗГУ по истории России.
1. Историческая наука и современность;
2. Исследования по истории России;
3. Начало Великой Отечественной войны и основные её сражения;
4. Октябрьский переворот;
5. Карибский кризис;
6. Политические репрессии в РСФСР и СССР. 1918—1964.

Курс лекций по предметам:
1. История государственного управления.
2. Международная интеграция и международные организации.
3. Основы международной безопасности.

24 июня 2021 года диссовет 24.2.320.01 (Д 212.101.03) при Кубанском государственном университете рекомендовал лишить г-на Марковчина ученой степени кандидата наук.

### Семья
Владимир Викторович Марковчин женат. Дочь Юлия в 2015 году с отличием окончила Московский государственный университет им. М. В. Ломоносова.

## Список научных трудов

### Сборники документов и книги
1. Академическое издание «Русская военная эмиграция 20-40-х годов. Документы и материалы». Т. 1, кн. 1 «Исход». М., «Гея», 1998. Член коллектива составителей, автор комментариев.
2. Академическое издание «Русская военная эмиграция 20-40-х годов. Документы и материалы». Т. 1, кн. 2 «На чужбине». М., «Гея», 1998. Член коллектива составителей, автор комментариев.
3. Академическое издание «Русская военная эмиграция 20-40-х годов. Документы и материалы». Т. 2 («Несбывшиеся надежды»). М., «Триада-Х», 2001. Член коллектива составителей, автор комментариев.
4. Академическое издание «Русская военная эмиграция 20-40-х годов. Документы и материалы». Т. 3 («Возвращение»). М., «Триада-ф», 2002. Член коллектива составителей, автор комментариев.
5. Академическое издание «Русская военная эмиграция 20-40-х годов. Документы и материалы». Т. 4 («У истоков „Русского общевоинского союза“). М., Издательство РГГУ, 2007. Член коллектива составителей, автор комментариев.
6. Академическое издание „Русская военная эмиграция 20-40-х годов. Документы и материалы“. Т. 5 („Раскол“). М., Издательство РГГУ, 2010. Член коллектива составителей, автор комментариев.
7. Академическое издание „Русская военная эмиграция 20-40-х годов. Документы и материалы“. Т.6 („Схватка“). М., Издательство РГГУ, 2013. Член коллектива составителей, автор комментариев.
8. Академическое издание „Русская военная эмиграция 20-40-х годов. Документы и материалы“. Т.7 („Восточная ветвь“). Курск, Издательство ЮЗГУ, 2015. Член коллектива составителей, автор комментариев.
9. Академическое издание „Русская военная эмиграция 20-40-х годов. Документы и материалы“. Т.8 („Противостояние“). Курск, Издательство ЮЗГУ, 2016. Член коллектива составителей, автор комментариев.
10. Академическое издание „Русская военная эмиграция 20-40-х годов. Документы и материалы“. Т.9 („Перед бурей“). Курск, Издательство ЮЗГУ, 2017. Член коллектива составителей, автор комментариев.
11. Академическое издание „Русская военная эмиграция 20-40-х годов. Документы и материалы“. Т.10 („Крах“). Курск, Издательство ЮЗГУ, 2017. Член коллектива составителей, автор комментариев.
12. Научно-популярное издание „Сталинградская эпопея“. Издание 1-е. М., „Звонница-МГ“, 2000. Член коллектива составителей, автор примечаний.
13. Научно-популярное издание „Сталинградская эпопея“. Издание 2-е. М., „Звонница-МГ“, 2000. Член коллектива составителей, автор примечаний.
14. Научно-популярное издание „Сталинградская эпопея“. Издание 3-е. М., „Звонница-МГ“, 2012. Член коллектива составителей, автор примечаний.
15. Научно-популярное издание „Лубянка в дни битвы за Москву“. М., „Звонница-МГ“, 2002. Член коллектива составителей, автор примечаний.
16. Научно-популярное издание „Огненная дуга“. Курская битва глазами Лубянки». М., «Московские учебники и картолитография», 2003. Член коллектива составителей, автор примечаний.
17. Дж. Хилл «Моя шпионская жизнь». М., «Олма-пресс», 1999. Соавтор предисловия.
18. Научно-популярное издание «Следственное дело Патриарха Тихона». М., «Братство во имя Всемилостливого Спаса», 2000. Член коллектива составителей, автор комментариев.
19. Научно-популярное издание «Православная Москва в 1917—1921 годах». М., издательство Главархива Москвы, 2004. Член коллектива составителей.
20. Сборник документов «Архивы Кремля. Политбюро и церковь. 1922—1925». М.-Новосибирск, «Росспэн» — «Сибирский хронограф», 1997. Автор комментариев.
21. Научно-популярное издание «Сталинград — щит и меч Родины. Великая битва на Волге». М., 2002. Член коллектива составителей.
22. Историко-краеведческий альманах «Московский архив». Вып. 4. М., издательство Главархива Москвы, 2006. Член коллектива составителей.

Монографии
1. Научно-популярное издание «Фельдмаршал Паулюс: от Гитлера к Сталину». М., «Детектив-клуб», 2000. Автор.
2. Научно-популярное издание «Три атамана». М., «Звонница-МГ», 2003. Автор.
3. Монография «Одиссея атамана Анненкова». Курск, издательство Юго-Западного госуниверситета, 2010. Автор.
4. Монография «Бывшие люди». Курск, издательство Юго-Западного госуниверситета, 2013. Автор.
5. Монография «Правнуки Барбароссы». Курск, издательство Юго-Западного госуниверситета, 2016. Автор.
6. Монография «От „Сатрапа“ до „Шварца“: Хроника фельдмаршала Паулюса». Курск, издательство Юго-Западного госуниверситета, 2017. Соавтор.
7. Монография «Белая песня Испании». Курск, 2018. 300 с.
8. Монография «Проклятие Морского дракона». Курск, 2018. 340 с.
9. Монография «Осколки белого». Курск, 2018. 220 с.
10. Монография "Памяти уроженцев Курской губернии, павших при освобождении Болгарии (1877—1878). Курск, 2018. Соавтор. 100 с.
11. Казаки в гражданской войне на Юге России. 1917—1920. Фотоальбом. Воронеж, 2018. 200 с. Соавтор.
12. Монография «Между миром и войной». Курск, 2019.

Учебные пособия
1. Русская военная эмиграция в Югославии (1920—1924 гг.): судьба Русской армии Врангеля в Королевстве сербов, хорватов и словенцев: учебное пособие. Киров, изд. ВятГГУ, 2015. Соавтор.
2. История России (учебное пособие). Курск, ИП Горохов, 2015. Соавтор.
3. 6-я Всероссийская научно-практическая конференция для учителей истории. Гимназия Святителя Василия Великого, 16.06.2017 г. http://www.vasiliada.ru/news/2017/vi_vserossiyskaya_nauchno_prakticheskaya_konferentsiya_dlya_uchiteley_istorii/
4. METHODS FOR SELECTING UPPERCLASSMEN TO TAKE PART IN THE «G-8 YOUTH SUMMIT» Yanicheva T.G., Zavarzin A.A., Markovchin V.V., Trofimova N.B., Bereznikov A.A., Sinepol E.V., Vyunova E.K., Manevich F.S. Guide to organizing and conducting the selection competition / Ministry of Education and Science of the Russian Federation, Saint-Petersburg State University, Non-governmental educational institution of additional education «Architecture of the future» ; Recommended by the Scientific Council of the Faculty of Psychology St. Petersburg State University. Moscow ; St. Petersburg, 2009.
5. КОНКУРС-ОТБОР СТАРШЕКЛАССНИКОВ — ПРЕТЕНДЕНТОВ НА УЧАСТИЕ ВО ВСТРЕЧЕ «ЮНОШЕСКОЙ ВОСЬМЕРКИ» Яничева Т. Г., Заварзин А. А., Марковчин В. В., Трофимова Н. Б., Березников А. А., Синепол Е. В., Вьюнова Е. К., Вьюнова Е. К., Маневич Ф. С. Методическое пособие по организации и проведению Конкурса / Министерство образования и науки России, Санкт-Петербургский государственный университет, НОУ ДО «Архитектура будущего»; рекомендовано Ученым советом факультета психологии Санкт-Петербургского государственного университета. Москва ; Санкт-Петербург, 2009.
6. История казачества: традиции, обычаи, уклад. Учебное пособие. Ч.1. Курск, ЮЗГУ, 2018. Соавтор. 204 с.
7. ДИАЛОГ КУЛЬТУР ЧЕРЕЗ ДИАЛОГ ЛИЧНОСТЕЙ : ИТОГОВЫЕ МАТЕРИАЛЫ. Всероссийский детский центр «Орлёнок». Краснодар, 2010. Бородачев Ю. И., Дединкин А. М., Заварзин А. А., Колганова И. А., Кононенко С. И., Марковчин В. В., Потехина М. В., Романова Е. А., Садовничая И. Ю., Сайфудинова Л. Р., Ситнепол Е. В., Трофимова Н. Б., Федотова Ю. А., Чуков Р. С., Юров А. В., Яничева Т. Г.

Публикации в Курском военно-историческом сборнике
1. «Заложники нацизма» // «Мы не просто вспоминаем день войны…». Курский военно-исторический сборник. Выпуск 4. — Курск, 2011. Автор.
2. "О содержании советских военнопленных (на примере фашистского лагеря «Шталаг-304 — Цайтхайн». Материалы всероссийской научно-практической конференции «Историческая память о событиях 1941 года.» // Курский военно-исторический сборник, вып. 6. Курск, 2011. Автор.
3. «Дело „врачей“» // Курский военно-исторический сборник, вып. 7. Курск, 2012. Автор.
4. «Председатель Войскового Круга Всевеликого Войска Донского П. М. Агеев».// «В боях познавшие радость побед…»: Курский военно-исторический сборник. Выпуск 11. Курск, 2013. Автор.
5. «Князь Тундутов: о Великой войне и не только».//«Мы все — войны шальные дети…»: Курский военно-исторический сборник. Выпуск 13. Курск, 2014. Автор.
6. «Органы безопасности в битве на Курской дуге.»// Курский военно-исторический сборник. Выпуск 17, 2016. С. 97-104. Автор.
7. «Советский обер-прокурор»: из частной жизни Е. А. Тучкова"// «На безымянной высоте». Курский военно-исторический сборник. Выпуск 18, 2017. С. 75-79. Автор.
8. «К вопросу о детях лейтенанта Шмидта»//«На безымянной высоте». Курский военно-исторический сборник. Выпуск 18, 2017. С. 79-83. Автор.
Публикации в научных журналах (ВАК и Scopus)
Цикл «Азия»:
1. «Воссоздать справедливость» (из истории жизни и деятельности белого генерала Бакича А. С.)// Известия Курского государственного технического университета. № 3 (32), 2010. С.135a-138. Соавтор.
2. «Судьба и трагедия белой эмиграции» (по материалам приговора Военной Коллегии Сибирского отделения Верховного трибунала ВЦИК генерал-лейтенанту Бакичу А. С. и его штабу).// Известия ЮЗГУ 2012. № 4-1(43), с. 208—211. Соавтор.
3. «Некоторые вопросы историографии белой эмиграции в Северо-Западном Китае».// Известия ЮЗГУ, серия «История и право», № 2-2. 2012. С. 163—167. Автор.
4. «К вопросу дипломатической подготовки, со стороны Советской России, разгрома войск Бакича в Северо-Западном Китае».// Известия ЮЗГУ, 2012. № 5-1(44), с. 178—182. Автор.
5. «Восточная ветвь белой эмиграции»//Известия Воронежского государственного педагогического университета, № 3, 2016. С.125-128. Автор
6. "Черные дни белой эмиграции. Побег парохода «Монгугай»// Известия ЮЗГУ, серия «История и право», № 2(19), 2016. С.133-139. Автор.
7. «Черные дни белой эмиграции. Генерал-майор Анисимов Н. С.»// Известия ЮЗГУ, серия «История и право», № 1(18), 2016. С.121-128. Автор.
8. «Черные дни белой эмиграции. Генерал-майор Зайцев И.М».//Известия ЮЗГУ, серия «История и право», № 4, 2016. С.160-167. Автор.
9. "Побег парохода «Монгугай»// Известия Воронежского государственного педагогического университета, № 1, 2016. С.120-123. Автор.
10. "Дважды засекреченная: брошюра японских разведчиков о русской эмиграции в Европе и на Дальнем Востоке// «Новый исторический вестник», № 4 (54), 2017. С.145-152. Автор.
11. Русские в Маньчжоу-Диго: эмиграция в исследованиях японской разведки // Известия Юго-Западного государственного университета. Серия: История и право. 2018. Т. 8, № 2(27). С. 198—204. Автор.
12. Русские в Маньчжоу-диго: о численности русской эмиграции на востоке// Известия Юго-Западного государственного университета. Серия: История и право. 2018. Т. 8, № 3(28). С. 257—264. Автор.
13. Цикл «Европа»:
14. «Русская военная эмиграция 1920-х — 1940-х годов»: из истории научно-издательского проекта// «Новый исторический вестник», № 4 (46), 2015. С.149-160. Автор
15. «Rusos Blancos» в Гражданской войне в Испании: Судьбы русских эмигрантов в документах испанских архивов // «Новый исторический вестник», № 4 (50), 2016. C.135-144. Автор.
16. «Несостоявшийся союз: РОВС и Гражданская война в Испании»//Известия ЮЗГУ, серия «История и право». № 1 (22), 2017. С.94-102. Автор.
17. «На службе Испании: миссия генерала Шинкаренко»//Известия ЮЗГУ, серия «История и право». № 1 (22), 2017. С.135-144. Автор
18. «Русские испанцы: век ХХ»//Известия ЮЗГУ, серия «История и право». № 2 (23), 2017. С.106-134. Автор.
19. «Русский полковник, испанский сержант»//Известия ЮЗГУ, серия «История и право». № 2 (23), 2017. С.135-141. Автор.
20. «Нефтяная трагедия Ичкерии»//Вопросы оборонной техники. Серия 16: Технические средства противодействия терроризму. 2016. № 3-4 (93-94). С. 119—126. Автор.
21. «Русская эмиграция за границей и её политическая деятельность»//Известия Воронежского государственного педагогического университета, 2017. № 2. С.139-144. Соавтор.

## Фильмография

### Цикл «Русские без России»
1. «Пролог». Москва, ФГУП ГТК «Россия», 2003.
2. «Диалоги с Колчаком». Москва, ФГУП ГТК «Россия», 2003.
3. «Антон Деникин. Романс для генерала». Москва, ФГУП ГТК «Россия», 2003.
4. «Генерал Врангель. Когда мы уйдем». Москва, ФГУП ГТК «Россия», 2003.
5. «Гибель Русской эскадры». Москва, ФГУП ГТК «Россия», 2003.
6. «Казаки: неразделенная любовь». Москва, ФГУП ГТК «Россия», 2003.
7. «Версальские кадеты». Москва, ФГУП ГТК «Россия», 2003.

### Цикл «Русскіе безъ Россіи»
1. «Тамо далеко». Москва, КПЦ «Орден», АНО «Дирекция Президентских программ Российского фонда культуры», 2005.
2. «Берлинские звезды». Москва, КПЦ «Орден», АНО «Дирекция Президентских программ Российского фонда культуры», 2005.
3. «Русская муза Французского Сопротивления». Москва, КПЦ «Орден», АНО «Дирекция Президентских программ Российского фонда культуры», 2005.
4. «Проявленное время». Москва, КПЦ «Орден», АНО «Дирекция Президентских программ Российского фонда культуры», 2005.
5. «Кавалеры Почетного легиона». Москва, КПЦ «Орден», АНО «Дирекция Президентских программ Российского фонда культуры», 2005.
6. «Дорога домой». Москва, КПЦ «Орден», АНО «Дирекция Президентских программ Российского фонда культуры», 2005.

Цикл «Нюрнберг»:
1. «Нюрнберг. Чтобы помнили». «Россия», 2016 год.
2. «Нюрнберг. Процесс, которого могло и не быть». «Россия», 2016 год.
3. «Нюрнберг. Банальность зла». «Россия», 2016 год.
4. «Нюрнберг. Кровавые деньги». «Россия», 2016 год.
5. «Нюрнберг. Свидетели». «Россия», 2016 год.
6. «Нюрнберг. Казнь». «Россия», 2016 год.

### Отдельные фильмы
1. «Лев Троцкий. Тайна мировой революции». АНО «Дирекция Президентских программ Российского фонда культуры» по заказу филиала ФГУП ГТК «Россия», 2007.
2. «Тайны века: кто заплатил Ленину?» АНО «Дирекция Президентских программ Российского фонда культуры» по заказу филиала ФГУП ГТК «Россия», 2007.
3. «Война командармов, Чуйков против Паулюса.» («Россия», 2 серии) 2013 год.
4. «Знаменосцы Победы. Непризнанные герои.» («Звезда»), 2016 год.
5. «Серые волки. Янычары ЦРУ». («Звезда»), 2016 год.
6. «Секретная папка. Агенты влияния». («Звезда»), 2017 год.
7. «Секретная папка. Мавзолей Ленина. Эксперименты со временем». («Звезда»), 2017 год.
8. "Теория заговора. Операция «Немыслимое». («Звезда»), 2017.
9. «Легенды разведки. Артур Спрогис». («Звезда»), 2017.
10. «Секретная папка. Фельдмаршал Паулюс». («Звезда»), 2017.
11. Тайны Анны Чапман. Где готовят разведчиков?. Рен-ТВ, 2018.
12. Тайны Анны Чапман. Против лома нет приема. Рен-ТВ, 2019.